# Martin Professional
Martin Professional (полное наименование —Harman Professional Denmark ApS) — это производитель и дистрибьютор сценического и архитектурного освещения, а также световых эффектов, расположенный в Дании. 

## Сегодня
Martin был представлен на многих крупных международных мероприятиях, таких как: Евровидение 2001 года в Копенгагене, Летние Олимпийские игры 2004 года в Афинах и летние Олимпийские игры 2008 года в Пекине, где он был основным поставщиком автоматизированного освещения с более чем 1100 светильниками на церемонии открытия.

## История
Martin International основана в 1987 году Питером Йохансеном. Как считается, из-за того, что Питер понял, как сделать генератор дыма из кофеварки. В конце 80-х, компания начала производить дымовые машины и небольшой выбор дискотечных светильников. Своё название компания приобрела в результате сотрудничества с французской компанией по производству дымовых машин.
В 1994 году выручка компании превысила 100 миллионов датских крон, а в 1995 году компания была зарегистрирована на Копенгагенской фондовой бирже, ее чистая стоимость составила 85,5 миллионов датских крон.
Martin int. продолжал расти до 2008 года, но сильно пострадал от финансового кризиса и сообщил об убытках в размере более 200 миллионов датских крон в 2009 году.
В марте 2018 года серия контроллеров освещения и программного обеспечения серии M была приобретена Elation Professial.
С 2018 года Martin international стал принадлежать концерну Harman Professional Solutions.